# جک ان. گرین
جک ان. گرین (انگلیسی: Jack N. Green؛ زادهٔ ۱۰ اوت ۱۹۳۹) فیلم‌بردار اهل ایالات متحده آمریکا است.